# Anchoa spinifer
Anchoa spinifer is een straalvinnige vis uit de familie van de ansjovissen (Engraulidae), orde van haringachtigen (Clupeiformes). De vis kan een lengte bereiken van 24 centimeter.

## Leefomgeving
De soort komt zowel in zoet, brak als zout water voor in tropische wateren in de Grote en de Atlantische Oceaan op een diepte tot 55 meter.

## Relatie tot de mens
Anchoa spinifer is voor de visserij van beperkt commercieel belang. In de hengelsport wordt er weinig op de vis gejaagd.